# Teo Čizmić
Teo Čizmić je bivši hrvatski košarkaš.
Igrao je krajem 1980-ih i početkom '90-ih.

## Klupska karijera
S Jugoplastikom je 1988./89. osvojio Kup europskih prvaka. Igrali su: Toni Kukoč, Dino Rađa, Duško Ivanović, Velimir Perasović, Goran Sobin, Zoran Sretenović, Žan Tabak, Luka Pavičević, Teo Čizmić, Ivica Burić, Paško Tomić, Petar Vučica, a vodio ih je Božidar Maljković.
S Jugoplastikom je 1988./89. osvojio Kup europskih prvaka. Igrali su: Toni Kukoč, Dino Rađa, Zoran Savić, Velimir Perasović, Duško Ivanović, Zoran Sretenović, Goran Sobin, Žan Tabak, Luka Pavičević, Aramis Naglić, Petar Naumoski, Velibor Radović, Josip Lovrić, Teo Čizmić, Paško Tomić, a vodio ih je Božidar Maljković.
S POP 84 (bivšom Jugoplastikom ) je 1990./91. osvojio Kup europskih prvaka. Igrali su: Toni Kukoč, Zoran Savić, Avie Lester, Velimir Perasović, Zoran Sretenović, Žan Tabak, Luka Pavičević, Aramis Naglić, Teo Čizmić, Petar Naumoski, Paško Tomić, Velibor Radović, a vodio ih je Željko Pavličević.